# Torfowiec kończysty
Torfowiec kończysty, torfowiec odgięty (Sphagnum fallax (Klinggr.) Klinggr.) – gatunek mchu z rodziny torfowcowatych. Jeden z najczęściej występujących torfowców w Polsce. Jego zasięg obejmuje Europę, Azję i Amerykę Północną.

## Rozmieszczenie geograficzne
W Europie występuje pospolicie. W strefie borealnej spotykany jest często, od Islandii, przez Norwegię, Szwecję i Finlandię, po północną część Rosji, aż do Uralu, tam jednak rozproszony. W strefie klimatu umiarkowanego jest szeroko rozpowszechniony. Występuje na Wyspach Brytyjskich i w północno-zachodniej Hiszpanii na zachodzie, przez kontynentalną, zachodnią i środkową Europę, południowy Półwysep Fennoskandzki, kraje bałtyckie, Białoruś, Ukrainę po środkową Rosję, aż do Uralu na wschodzie. Podawany jest również z Karpat, w tym z Tatr, a także z Alp, gdzie osiąga wysokość około 1850 m n.p.m. W strefie okołośródziemnomorskiej jest rozproszony; znany z kontynentalnych rejonów Portugalii i Hiszpanii, zachodnich Alp, Apeninów, Gór Dynarskich oraz Rumunii, Bułgarii, Grecji i Gruzji. Nie został odnotowany w strefach arktycznej i śródziemnomorskiej.
W Polsce jest jednym z najpospolitszych torfowców i rośnie na terenie całego kraju. Najwyżej położone stanowisko zlokalizowane jest w Karkonoszach (1450 m n.p.m.).
Jego ekspansji sprzyja zwiększająca się ilość azotu i fosforu w środowisku.

## Morfologia i anatomia

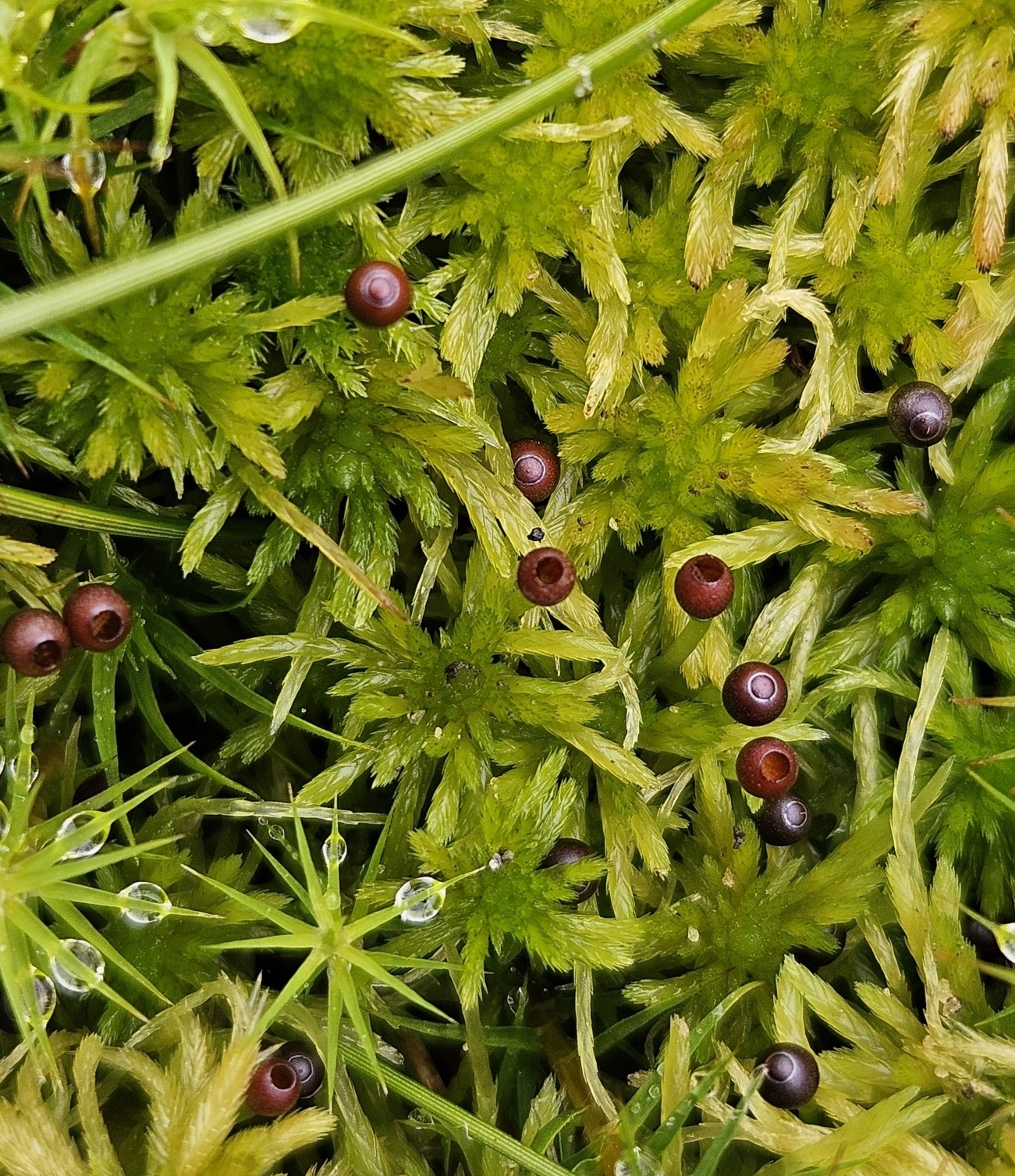
Torfowiec kończysty z zarodniami

PokrójTorfowiec średnich do dosyć dużych rozmiarów, tworzący zwarte, najczęściej jednogatunkowe darnie bądź kobierce koloru zielonego, jasnozielonego, żółtozielonego, a w miejscach nieocienionych brązowego (jasnobrązowego lub pomarańczowobrązowego).
GłówkiStosunkowo duże, 5-dzielne, szczególnie w warunkach wilgotnych, nierzadko gwiaździste, spłaszczone do półkolistych. Jesienią osobniki męskie mają główki wypukłe.
PęczkiZ 4–6 gałązkami; dwie sztywne gałązki odstające są ostro zakrzywione, rozpierzchłe i stopniowo się zwężające, długawe i tępe; przeważnie dwie lub trzy gałązki zwisające są mniej więcej tej samej długości (czasami krótsze) co gałązki odstające i pokrywające łodyżkę, u starszych osobników często wyraźnie dłuższe od gałązek odstających.
ŁodyżkiDość grube i sztywne, do 1,1 mm średnicy, aczkolwiek przeważnie kruche, zielone, bladożółtawozielone, bladożółte, miejscami bladobrązowe, bez wyraźnie rozwiniętej lub z umiarkowanie rozwiniętą korą, najczęściej 3–4-warstwową, rzadziej 2. Cylinder wewnętrzny koloru od zielonego do bladożółtego. Komórki retortowe w łodyżkach gałązek często występują w parach.
Listki łodyżkoweRaczej nieduże, do 1 mm długości, jajowato-trójkątne i bardzo szerokie u nasady, równoboczne lub krótko równoramienne, zwisające i przylegające do łodyżki, ze słabo zaokrąglonymi krawędziami, z nagle zakończonym i ostrym lub kolczastym wierzchołkiem. Komórki wodne są niepodzielone, bez listewek, ewentualne listewki tylko w partiach wierzchołkowych liścia.
Listki gałązkoweDo 2 mm długości (niekiedy dłuższe), lancetowate, jajowato-lancetowate, ostro wygięte w warunkach suchych, luźno rozmieszczone w 5 rzędach (niektóre źródła podają, że gęsto ułożone). Komórki wodne po stronie grzbietowej płaskie, mają przeważnie 1–2 pory w kątach i czasami pseudopory wzdłuż komisur, po stronie brzusznej wypukłe. W przekroju poprzecznym komórki chlorofilowe są nieco otwarte po stronie brzusznej i szeroko otwarte po stronie grzbietowej, trójkątne, równoramienne, cienkościenne.
Gatunki podobneIstnieje możliwość pomyłki z torfowcem wąskolistnym, torfowcem spiczastolistnym oraz torfowcem pogiętym. Od torfowca wąskolistnego gatunek ten różni się w szczególności listkami łodyżkowymi. U S. angustifolium są szeroko (równoramiennie lub równobocznie) trójkątne i tępe na szczycie, u S. fallax są najczęściej trójkątno-językowate lub jajowato-trójkątne i ostro zakończone. Niektóre źródła wskazują także, że S. fallax ma większe listki łodyżkowe od S. angustifolium. Dodatkowo, u torfowca wąskolistnego zdarzają się czerwone przebarwienia u nasady gałązek i na łodyżce, u torfowca kończystego raczej przebarwień w tych miejscach nie ma. Oba te gatunki różnią się także kształtem komórek chlorofilowych listków gałązkowych. U S. angustifolium są zamknięte od strony brzusznej i dochodzą do około połowy wysokości komórki hialinowej, u S. fallax są również, acz nieznacznie, otwarte od strony brzusznej i z reguły osiągają wielkość ponad połowy wysokości komórki hialinowej. U jednego i drugiego torfowca komórki chlorofilowe są trójkątne, jednak u torfowca kończystego są bardziej równoramienne.
Może być mylony z formami lądowymi torfowca spiczastolistnego; formy wodne S. cuspidatum ze względu na bardzo wąskie, lancetowate listki gałązkowe są trudne do pomylenia. Oba te torfowce różnią się jednak listkami łodyżkowymi. U torfowca kończystego są co najwyżej nieco tylko dłuższe niż szersze, u torfowca spiczastolistnego są prawie zawsze wyraźnie dłuższe niż szersze. Listki gałązkowe z kolei u S. cuspidatum są dłuższe (co najmniej trzy razy tak długie jak szerokie) i węższe, podczas gdy u S. fallax są krótsze i szersze. Dodatkowo, komórki chlorofilowe u torfowca kończystego w przekroju poprzecznym listka gałązkowego są trójkątne, sięgają nieco powyżej połowy wysokości komórki wodnej i są nieco otwarte lub zamknięte od strony brzusznej. U torfowca spiczastolistnego są duże, trapezowe i otwarte po obu stronach liścia.
Od torfowca pogiętego różni się szczytem listka łodyżkowego. U S. fallax jest zaostrzony, u S. fleoxuosum jest tępo zakończony i nieco wyszarpany. Ponadto, komórki chlorofilowe w przekroju poprzecznym listka gałązkowego u torfowca pogiętego są najczęściej duże, osiągają około trzech czwartych lub więcej wysokości komórki wodnej, trapezowe i eksponowane na obie strony liścia, nieco bardziej po stronie wypukłej.

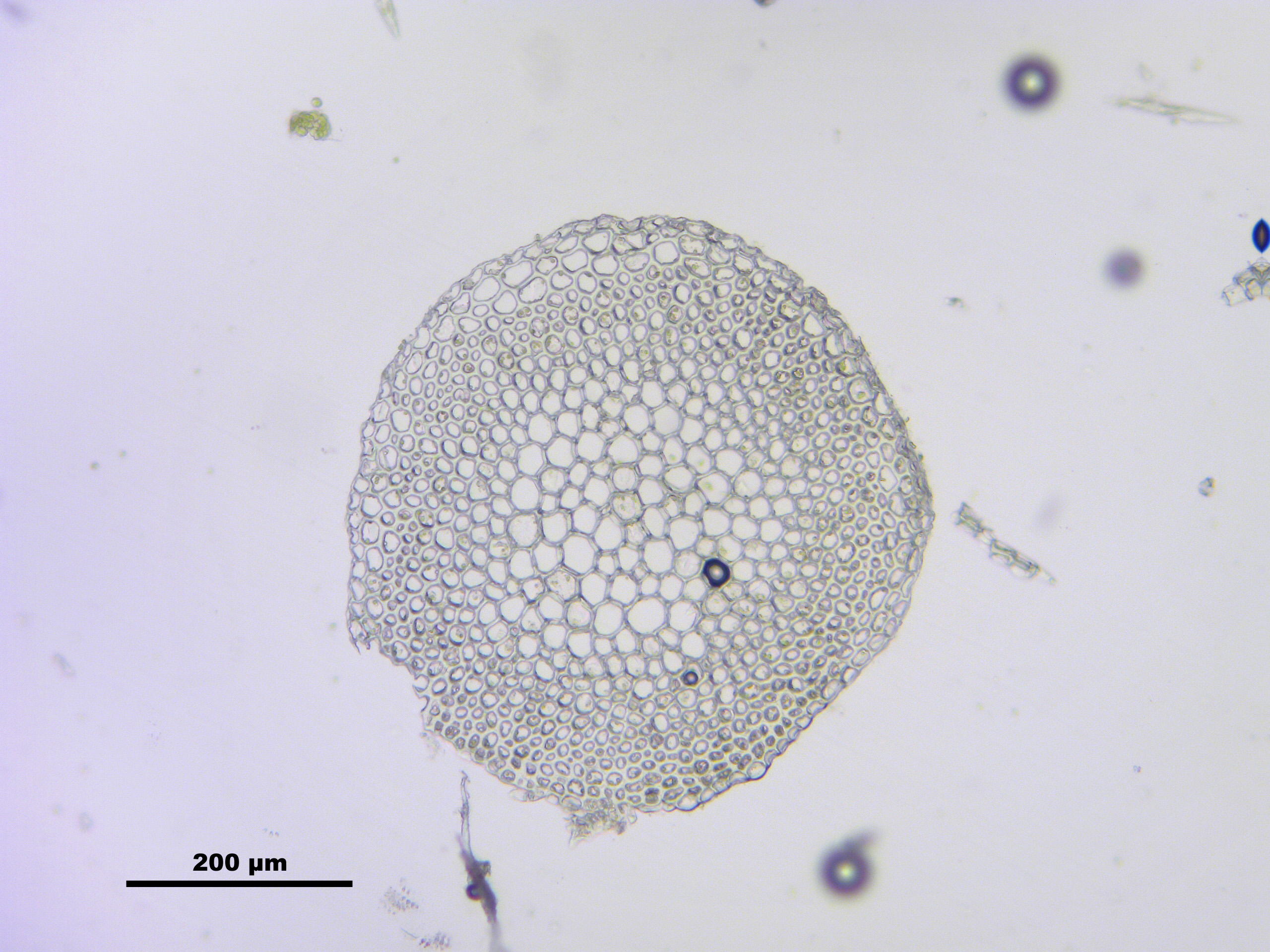
Przekrój przez łodyżkę
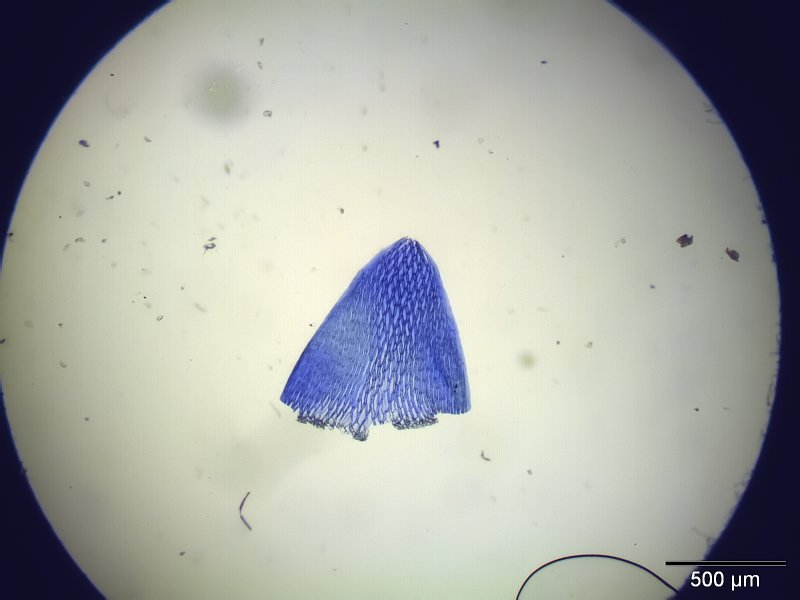
Liść łodyżkowy
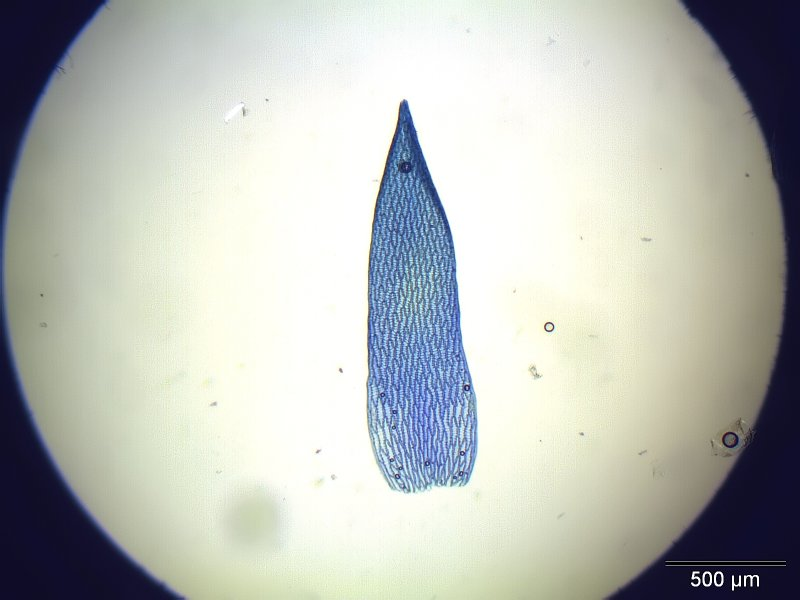
Liść gałązkowy

## Systematyka i zmienność
Gatunek zaliczany jest do podrodzaju Cuspidata Lindb. Podrodzaj obejmuje przeważnie dużych rozmiarów torfowce hydrofilne o długich łodyżkach, tworzące głębokie i miękkie darnie. W podrodzaju tym najczęściej spotyka się formy zielone i żółtozielone, nieco rzadziej żółte i brunatne, nie występują natomiast formy czerwone.
W obrębie tego gatunku wyróżnianych było szereg niższych taksonów, czasem podnoszonych do rangi gatunków. Obecnie według bazy danych ITIS podgatunki te i odmiany nie są uznawane i traktowane są jako synonimy odmiany typowej Sphagnum recurvum recurvum P. Beauv.

## Biologia i ekologia

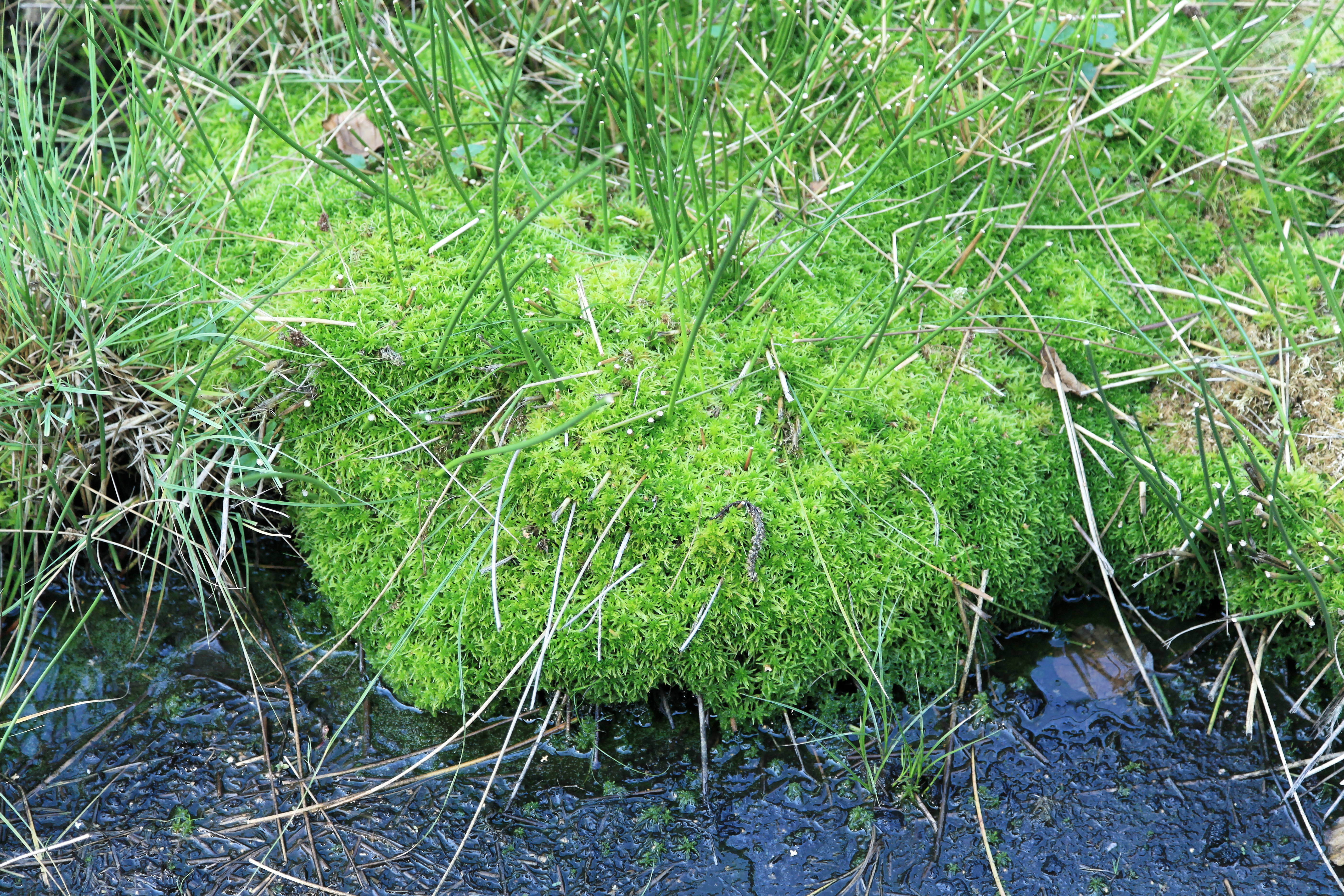
Darń torfowca kończystego

Jest gatunkiem o szerokich preferencjach ekologicznych. Występuje głównie na torfowiskach wysokich, przejściowych i niskich. Toleruje także środowiska silnie antropogeniczne, tj. rowy melioracyjne, brzegi stawów, podmokłe, zarastające wyrobiska skalne.
W klasyfikacji zbiorowisk roślinnych gatunek wyróżniający dla mszaru z wełnianką pochwowatą Eriophorum vaginatum-Sphagnum fallax.

## Zagrożenia i ochrona
Gatunek jest objęty w Polsce ochroną częściową od 2001 roku. Status ochronny utrzymany został w 2004 i 2014 roku (Rozporządzenie Ministra Środowiska z dnia 9 października 2014 r. w sprawie ochrony gatunkowej roślin).